# Alfredo Mires Ortiz
Alfredo Mires Ortiz (Chepén, La Libertad, 23 de febrero de 1961-Cajamarca, 16 de octubre de 2022) fue un antropólogo, educador, escritor y editor peruano.

## Vida
Alfredo Mires Ortiz nace en Chepén, La Libertad.
Cofundador de la Red de Bibliotecas Rurales de Cajamarca en 1971 junto al sacerdote británico Juan Medcalf Todd. Fue reconocido reconocido con el Premio Casa de la Literatura Peruana en 2021. Como editor y escritor, publicó más de 130 libros sobre tradición oral, religiosidad y cultura andina, arte rupestre e historia.
Estudió antropología en la Universidad Politécnica Salesiana con sede en Quito, Ecuador.

## Reconocimientos
- 1992. Premio Nacional de Periodismo "Kukulí"[2]
- 2003. Premio Internacional del Convenio Andrés Bello al Proyecto Enciclopedia Campesina[2]
- 2013. Medalla Inca Atahualpa del Gobierno Regional de Cajamarca[2]
- 2018. Reconocimiento "Jorge Basadre Grohmann de la Biblioteca Nacional del Perú[2]
- 2020. Personalidad Meritoria de la Cultura (Ministerio de Cultura)[4]
- 2021. Premio Casa de la Literatura Peruana[5]
- 2021. Laureles Municipales por la Municipalidad Provincial de Cajamarca